# 猿橋勝子
猿橋勝子（日语：／ Saruhashi Katsuko，1920年3月22日—2007年9月29日）是日本的地球科学家，专业为地球化学，以对海水中二氧化碳（CO2）浓度的率先测量、以及大气和海洋中放射性辐射落尘的危险性研究而闻名。曾任東邦大学理事与客員教授。東京出生。

## 略历
東京府立第六高等女学校（現東京都立三田高等学校）、帝国女子理学专門学校（現東邦大学理学部）毕业。之后加入中央气象台研究部（現气象厅气象研究所），在其中的地球科学研究部工作，并接受三宅泰雄指導。1950年，开始研究海水中CO2浓度。由于当时人们认为CO2浓度并不重要，猿桥不得不想办法自创测量方式。在1954年第五福龙丸事件中放射性落下灰所致大气与海洋污染的相关研究之后，她与三宅一起对大气与海洋中的放射性污染进行了調查研究，并获得学术界认可。1957年，凭借「关于天然水中碳酸物質的活動」研究获東京大学理学博士学位，成为第一个在化学方面获该大学博士学位的女性。1958年，与其他人共同创立「日本婦人科学者之会」。
1980年，成为日本学術会議选出的首名女性会員，同年设立「给女性科学者光明未来之会」（女性科学者に明るい未来をの会）。1981年，获雅芳女性大赏。1985年，凭借「放射性及親生元素的海洋化学性研究」，获颁日本地球化学協会第13回三宅賞。1993年，因「对海水化学進步的長年貢献」，获颁日本海水学会田中賞（功劳賞）。
现在的「猿橋賞」即是以她的名字命名。她也是日本地球化学会和日本海洋学会的名誉会员。
2007年9月29日，因間質性肺病死于東京都内医院。享年87岁。

## 海洋的放射能污染調查
在美国进行1954年比基尼核试后，日本政府请求地球化学研究部对海水和雨水中的放射能进行分析与监控。核试时，日本渔船第五福龙丸正处在核爆地点下风区，船员随即出现辐射症状。根据猿桥的研究，海水中的辐射能在核试发生一年半后成功抵达日本海域。1960年，圣迭戈加利福尼亚大学斯克里普斯海洋研究所（Scripps Institution of Oceanography）的Theodore Robert Folsom博士等人测定出南加利福尼亚海水中铯-137浓度，并发表于《自然》（Nature）期刊。而根据三宅、猿橋研究组的报告，日本近海的铯-137浓度是Folsom团队测得浓度值的10至50倍。就日美测定值的差异，三宅、猿橋研究组试图透过对洋流的分析来解释，但主张核试验安全性的美国等地研究者则认为，由于海水具有稀释作用，放射性污染问题根本无需担心，并据此批评猿橋研究组的測定有误。三宅随后向美国原子能委員会提出申请，希望使用同样的海水样本进行日美相互检证。为进行放射能分析法的相互比较，1962年至1963年，猿橋进入斯克里普斯海洋研究所，与Folsom就微量放射性物質分析測定法的精度展开竞争。猿橋的分析因精度更高，最终获得Folsom的承认与高度评价，两人共同撰写并发表了日美測定方法的相互比较結果报告。

## 名言与纪念
|              | 许多女性都可以成为伟大的科学家。我希望看到有一天，女性能与男性同等地对科学技术作出贡献。 |
| ——猿桥胜子， |                                                                                          |

2018年3月22日，Google更新了首页的Google Doodle，以纪念猿桥胜子98岁诞辰。

## 引用
1. ↑  Yount, Lisa (1996) Twentieth-Century Women Scientists, Facts On File, Inc., p. 53, ISBN 0-8160-3173-8 （英文）
2. 1 2 3  Yount, Lisa.  Rev. New York: Facts On File. 2008: 263–264  [2018-03-22]. ISBN 978-0-8160-6695-7. （原始内容存档于2014-07-02） （英语）.
3. ↑  Robertson, Jennifer, editor (2008) A Companion to the Anthropology of Japan （页面存档备份，存于）, John Wiley & Sons, p. 477, ISBN 140514145X （英文）
4. ↑  , , 地球化学研究協会,   [2012-02-09], （原始内容存档于2012-01-21） （日语）
5. ↑  , , 日本海水学会,   [2012-02-09], （原始内容存档于2021-01-28） （日语）
6. ↑  Yount, Lisa, p. 58, ISBN 0-8160-3173-8
7. ↑  米沢（2009） pp.25-28
8. ↑  米沢（2009） pp.28-39
9. ↑  米沢（2009） p.38
10. ↑  Yount, Lisa, p. 56, ISBN 0-8160-3173-8
11. ↑  Here's What to Know About Katsuko Saruhashi, the Pioneering Japanese Female Geochemist （页面存档备份，存于） - TIME （英文）
12. ↑  . www.google.com.   [2018-03-21]. （原始内容存档于2021-03-31）.